# Sezon rezerwowych
Sezon rezerwowych (ang. The Replacements) – amerykańska komedia sportowa z 2000 roku w reżyserii Howarda Deutcha.

## Fabuła
Piłkarze z drużyny Washington Sentinels strajkują w 1987 roku. Działacze, nie chcąc stracić środków pieniężnych od sponsorów, zmuszeni są do założenia drużyny złożonej z pół-profesjonalistów. Jednak i tak nikt nie wierzy w to, że zwyciężą, Nowym trenerem staje się emeryt Jimmy McGinty. Kapitanem zostaje niegdysiejsza gwiazda drużyny uniwersyteckiej Ohio, Shane Falco. Oprócz nich, są także i inni zawodnicy, którzy mogą osiągnąć sukces, kierując się ambicją i wolą walki. W filmie pokazany jest także wątek miłosny pomiędzy Shane’em Falco i Annabelle Farrell.

## Obsada
- Keanu Reeves – Shane Falco
- Gene Hackman – Jimmy McGinty
- Brooke Langton – Annabelle Farrell
- Orlando Jones – Clifford Franklin
- Faizon Love – Jamal Jackson
- Michael Taliferro – Andre Jackson
- Ace Yonamine – Jumbo
- Troy Winbush – Walter Cochran
- David Denman – Brian Murphy
- Jon Favreau – Daniel Bateman
- Michael Jace – Earl Wilkinson/Ray Smith
- Rhys Ifans – Nigel 'The Leg’ Gruff
- Gailard Sartain – Pilachowski
- Art LaFleur – Banes
- Brett Cullen – Eddie Martel
- Archie L. Harris Jr. – Wilson Carr
- Evan Parke – Malcolm La Mont
- John Madden – on sam
- Pat Summerall – on sam
- Jack Warden – Edward O’Neil
- Keith David – Lindell
- James R. Black – sędzia 3
- Jon K. Farless – sędzia 4
- Carol Caesar – cheerleaderka Wannabee
- Monet Cunningham – Fan cheering
- Monique Dupree – fan futbolu
- Pamela Fischer – fan futbolu
- Mieko Hillman – cheerleaderka Sentinal
- Jacqui Karpel – fan
- Julian Kelly – fan

## Soundtracki
„Ziplock”
- Wykonane przez: Lit

„Rock and Roll Part 2”
- Wykonane przez: Gary Glitter

„I Will Survive”
- Wykonane przez: Gloria Gaynor

„Unbelievable”
- Napisane przez: James Atkin, Ian Dench, Zachery Foley, Mark Decloedt i Deran Brownson
- Wykonane przez: EMF
- Wydane przez: EMI

„I Don’t Want To Be Your Girlfriend”
- Wykonane przez: Kelly Owens

„Moon Is Up”
- Napisane przez: Mick Jagger i Keith Richards
- Wykonane przez: The Rolling Stones
- Wydane przez: Promotone B.V./Virgin Benelux B.V.

„Gonna Make You Sweat (Everybody Dance Now)”
- Wykonane przez: C.C. Music Factory

„Ride”
- Wykonane przez: Amanda Marshall

„Bust A Move”
- Napisane przez: Matt Dike i Marvin Young
- Wykonane przez: Young MC
- Wydane przez: Delicious Vinyl

„Every Breath You Take”
- Napisane przez: Sting
- Wykonane przez: The Police

„Takin’ Care Of Business”
- Wykonane przez: Bachman-Turner Overdrive

„We Will Rock You”
- Napisane przez: Brian May
- Wykonane przez: Queen

„Heroes”
- Wykonane przez: Marc Bonilla i Font 48

„Bad Girls”
- Wykonane przez: Donna Summer

„On Wisconsin”
- Napisane przez: Carl Beck i W.T. Purdy

„Bohemian Like You”
- Napisane przez: Courtney Taylor-Taylor
- Wykonane przez: The Dandy Warhols

„Blinded by Rainbows”
- The Rolling Stones